# Briançon-Sud (tổng)
Tổng Briançon-Sud là một tổng của Pháp, tại tỉnh Hautes-Alpes trong vùng Provence-Alpes-Côte d'Azur.

## Hành chính
| Giai đoạn | Ủy viên         | Đảng | Tư cách |
| --------- | --------------- | ---- | ------- |
| 2008-2014 | Monique Estachy | UMP  |         |
| 2001-2008 | Alain Bayrou    | DL   | Maire   |

## Các đơn vị cấp dưới
Tổng Briançon-Sud gồm 5 xã với dân số là 9 671 người (điều tra năm 1999, dân số không tính trùng)
| Xã                    | Dân số    | Mã bưu chính | Mã insee |
| --------------------- | --------- | ------------ | -------- |
| Briançon              | 7 316 (1) | 05100        | 05023    |
| Cervières             | 129       | 05100        | 05027    |
| Puy-Saint-André       | 462       | 05100        | 05107    |
| Puy-Saint-Pierre      | 354       | 05100        | 05109    |
| Villar-Saint-Pancrace | 1 410     | 05100        | 05183    |

(1) một phần của xã.

## Biến động dân số
| 1962                                                     | 1968 | 1975 | 1982 | 1990  | 1999  |
| -------------------------------------------------------- | ---- | ---- | ---- | ----- | ----- |
| -                                                        | -    | -    | -    | 9 391 | 9 671 |
| Nombre retenu à partir de 1962 : dân số không tính trùng |      |      |      |       |       |